# زهرا رحیمی
زهرا رحیمی (زاده ۱۳۸۷ در مرند) تکواندوکار اهل ایران است، وی در رقابت‌های وزن ۵۲- کیلوگرم تکواندوی پارالمپیک پاریس ۲۰۲۴، به عنوان نماینده ایران پس از پیروزی برابر حریفانی از چین، برزیل و گرجستان در مسابقه فینال به مصاف سورن‌جاو اولامبایر از مغولستان رفت و در پایان با نتیجه ۵ بر ۲ شکست خورد و به مدال نقره رسید. زهرا رحیمی جوانترین عضو کاروان ایران در بازی‌های پارالمپیک تابستانی ۲۰۲۴ است.

## زندگی شخصی
زهرا رحیمی اهل مرند از شهرهای استان آذربایجان شرقی است و اصالتاً آذری است.
وی در دی ۱۴۰۳  با جمع کردن تمامی پاداش های کشوری و استانی خود که بیش از ۹ میلیارد بود برای پدر خود یک کامیون خرید.

## دوران ورزشی
رحیمی از کودکی تکواندو کار می‌کرد و در سن ۱۵ سالگی موفق شد سهمیه پارالمپیک را به دست آورد. زهرا رحیمی تا کنون توانسته دو طلای آسیا و یک برنز المپیک را کسب کند.